# Tryńcza (przystanek osobowy)

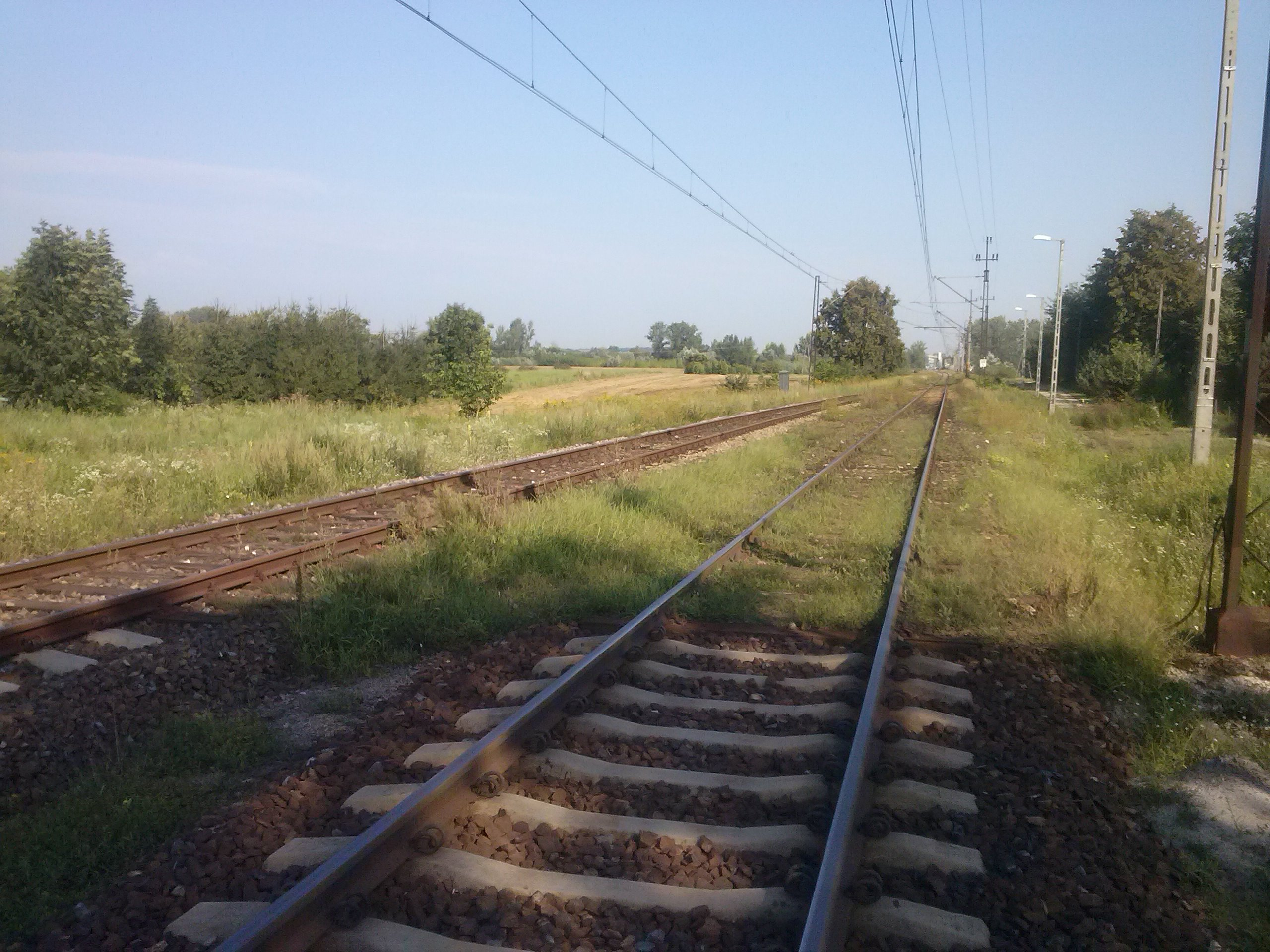
Tor w kierunku Grodziska Dolnego

Tryńcza – przystanek osobowy we wsi Wólka Małkowa, w gminie Tryńcza, w województwie podkarpackim, w Polsce.

## Ruch pasażerski
| Rok  | Wymiana pasażerska na dobę |
| ---- | -------------------------- |
| 2017 | 20-49                      |
| 2022 | 10-19                      |